# カール・チェルニー
カール・チェルニー（Carl Czerny ドイツ語: [karl ˈtʃɛrni], 1791年2月21日 ウィーン - 1857年7月15日 ウィーン）は、オーストリアの作曲家、ピアニスト、ピアノ教師。父はボヘミア出身で、苗字はチェコ語: Černý（[ˈtʃɛrniː] チェルニー、「黒い」の意味）に由来している。ドイツ語では発音は「チェルニ」[ˈtʃɛrni]だが、日本では「ツェルニー」と発音・表記されることも少なくない。
ベートーヴェン、クレメンティ、フンメルの弟子で、リストおよびレシェティツキの師。作風は初期ロマン派の傾向に留まった。デビュー後のリストの演奏様式に懐疑的であった時期もあるが、ショパンやリストのような後代の作曲家の斬新性を高く評価し、彼らの編曲や校訂活動を熱心に行った。作品番号は861に上り、未出版のものを含めて1,000曲以上の作品を残した多作家であったが、現在は実用的なピアノ練習曲を数多く残したことで有名な存在である。「王立ピアノ学校～理論的かつ実践的ピアノ演奏教程」op.500は、当時の演奏風習までを網羅したチェルニー最大の著作である。チェルニーの作曲活動は半世紀に及んだ。初期Op.1-199は純器楽曲の追求、中期Op.200-599からはクラヴィア練習曲または作曲法教程作家としてのメカニックの追求、後期Op.600-861からは（練習曲作家を継続こそしたが）宗教曲作家としての追求が嗜好に加味されていった。未出版に終わった「テ・デウム（1856年）」は死の前年に完成している。

## 生涯
チェルニーはウィーンでチェコの音楽家の一家に生まれた。祖父はボヘミアのニンブルクのアマチュア・ヴァイオリニストであり、父のヴェンツェル（ヴァーツラフ）・チェルニー (独: Wenzel Czerny,  捷: Václav Černý) は、プラハの修道院で合唱やオルガン演奏に従事したあと、軍隊に15年間務めた。結婚ののち、プラハからウィーンに出て、ピアノ教師として生計を立てるようになった。家庭内の会話はチェコ語で行われたため、チェルニーは6、7歳になっても片言程度のドイツ語しか話すことができなかった。神童であったチェルニーは3歳でピアノを弾き、7歳で作曲を行った。最初にピアノを教えたのは父で、息子に主にバッハ、モーツァルト、クレメンティなどを教えた。やがて彼は父の友人を介してベートーヴェンの作品を知るに至り、弟子入りを志願。10歳の時に、ベートーヴェンの家を訪れて「悲愴ソナタ」を弾く機会に恵まれ、弟子入りを果たした。チェルニーは続く3年間ベートーヴェンの指導を受け、ピアノ演奏の基礎から学びなおさせられた。また彼はフンメルからもレッスンを受けた。さらにクレメンティがパリ、ウィーン、サンクトペテルブルク、ベルリン、プラハ、ローマ、ミラノで開いていた講座にも出席した。
チェルニーがはじめて公開演奏を行ったのは1800年、曲目はモーツァルトのピアノ協奏曲第24番だったと伝えられている。チェルニーは暗譜力に優れていたためベートーヴェンの曲は全て演奏することができた。しかしながら、演奏家ではなく作曲家・教師あるいは音楽理論家に天職を見出した彼は、演奏活動から身を引いてしまった。彼が再び公での演奏を行うのは1812年2月、ピアノ協奏曲第5番「皇帝」のウィーン初演（世界初演はライプツィヒにて）のソリストに選ばれた時であった。チェルニーによるウィーン初演後、「皇帝」がベートーヴェンの生前に演奏されることはなかった。ベートーヴェン没後、チェルニーの作曲のペースは非常に速くなり、周囲の期待にこたえて多くの作品を速筆で生み出した。
当時のベートーヴェンは「ピアノ演奏法という著作をどうしても編みたいが、時間の余裕がない」と語っており、彼の願望は練習曲集や理論書の著者であるチェルニーやクレメンティやクラーマーに受け継がれていくことになる。作品番号の膨大さからもわかるように収入には困っていなかったが、コンサート・ピアニストとして表舞台に立つことはほとんどなかった。チェルニーは生涯を通じてほとんどウィーンに留まっており、1836年にライプツィヒ、1837年にパリとロンドン、1846年にロンバルディアに赴いただけである。
チェルニーに学んだ作曲家としてもっとも有名なのはフランツ・リストである。リストがチェルニーに師事したのは1822年から1823年の14か月間に過ぎないが、その後も長く交友関係が続いた。チェルニーはリストが生涯でピアノを師事した唯一の人物であり、リストの『24の大練習曲』およびその改訂版である『超絶技巧練習曲』はチェルニーに献呈されている。
彼は痛風を患い、66歳でウィーンに没した。生涯独身を貫き、近しい親族もなかった。体調を大きく崩した1857年には、チェルニーが評価したショパンやシューマン、メンデルスゾーン、シューベルトなどの年下の多くの作曲家はすでに鬼籍に入ってしまい、ピアノ・ヴィルトゥオーゾの時代も終わってしまっていた。
死の直前、友人で弁護士であったゾンライトナーの助けを借り、膨大な資産を整理して遺言書を作成した。
1842年に自伝『わが生涯の思いで』(Erinnerungen aus meinem Leben)を書き、ベートーヴェンに関する重要な証言を含んでいたが、長らく未出版だった（ウィーン楽友協会蔵）。1968年に出版された。

## 楽譜
チェルニーの大部分の自筆譜はウィーン楽友協会が保存している。膨大すぎるため、20世紀にほとんど研究は行われてこなかった。また、出版社が多岐にわたったために、作品の収集は難航したが、彼が同時代で著名であったことも幸いして出版作品のタイトルはほぼ解明されている。
21世紀に入り、チェルニーの生涯に改めて光を当てる試みが多くの地域でなされている。アメリカではチェルニー作品のみのピアノフェスティバルが開催された。オランダではチェルニーの弦楽四重奏の世界初演が行われた。フランスの作曲家兼ピアニストジャン=フレデリック・ヌーブルジェはチェルニー50番を音楽作品として正当に扱い、CD録音に成功している。
出版番号は「出版された」作品のみに限られており、未発表の自筆譜のままの作品には不明な点が多く残されている。たとえば、弦楽四重奏曲は少なくとも20曲以上が確認されているが、出版番号は付されることがなかった。
多くの作品が絶版のため、imslpへアップロードされた楽譜ほかが数多く出回っており、新規の出版は同時代の作曲家に比べてあまり行われていない。

## 教育
音楽学校で正規に学んだ人物ではなかった。しかし、大学教授や音楽学校の教員やアマチュア愛好家からは常に信頼の対象であったことは間違いない。それを裏付ける証拠は「実践的作曲技法Op.600」をテキストとして採択した学校の数に表れており、出版譜にも購入者名一覧が掲載されている。
Op.600も第一巻はピアノ楽曲作曲法、第二巻は室内楽と合唱の作曲法、そして、最後の第三巻でオーケストラの楽器法と作曲法を配置しており、「移調音部記号に徐々に慣れる」仕掛けが施されている。その記述はまさにチェルニーの「手取り足取り」レヴェルの指導が書き込まれている。「ピアノが活躍する箇所ではオーケストラは控えましょう」といった、常識レヴェルの記述も多い。かつては米国Da Capo社から1980年にリプリントが出されていた。
Op.500では「譜めくりはピアニストの左に座ります」と書かれ、暗譜演奏は強制していない古いタイプのピアニストであったこともわかる。

## 備考
- Op.200, Op.300, Op.400, Op.500そしてOp.600はすべて「教育的著作」である。100と700と800はそうではない。
- 日本の音楽教育では「ツェルニー30番・40番・50番」のように番号で呼ばれることが多いが、これらはチェルニー本人がつけた題とは異なる（たとえば全音楽譜出版社のものであれば、本来の題が表紙に記されている）。
- 多くの猫を飼って暮らしていた[8]。
- オペラのパラフレーズは大量に遺されたが、チェルニー作のオペラは一曲もない。
- 日本ではチェルニーの練習曲集は指使いの練習やベートーヴェンのソナタを演奏する上で必須と考えられてきた。しかしテクニックに偏りがあることや番号のみの練習曲が延々と続くことからモチベーションを損ないやすいとする意見もある。
- チェルニーの練習曲をシューマンは退屈でイマジネーションに欠けると評した。ルービンシュタインは子供への拷問と評した。20世紀になってヨーロッパや北アメリカの音楽教育では、チェルニーの教材は日本やロシアほど幅広く使われなくなっており、逆にクレメンティやクラーマーの教材が優先される傾向がある。
- チェルニーはピアノの練習曲集以外のソナタやピアノ協奏曲などを数多く作曲しており、日本語版の楽譜が発表されていたのは全体の数%に過ぎない。20世紀後半から練習曲以外の作品が演奏に取り上げられることが増えており、チェルニーの再評価が進んでいる。

## 作品

### ピアノ曲

#### 練習曲
- 100番練習曲 Op.139
- 110番練習曲 Op.453
- 24番練習曲 Op.636
- 第一課程練習曲 Op.599
- 技法の練習曲（30番練習曲） Op.849
- 熟練の手引き（40番練習曲） Op.299
- 指使いの技法（50番練習曲） Op.740
- ヴィルトゥオーゾの手引き（60番練習曲） Op.365
- 125のパッセージ練習曲 Op.261
- 左手のための24の練習曲 Op.718
- 小さな手のための25の練習曲 Op.748
- 5つの音による24の練習曲 Op.777
- 新グラドゥス・アド・パルナッスム Op.822
- リトルピアニスト Op.823

#### 2手のためのソナタ
- 第1番 変イ長調 Op.7
- 第2番 イ短調 Op.13
- 第3番 ヘ短調 Op.57
- 第4番 ト長調 Op.65
- 第5番 ホ長調 Op.76
- 第6番 ニ短調 Op.124
- ソナタ形式による大幻想曲又は第7番 ホ短調Op.143
- ソナタ形式による大幻想曲又は第8番 変ホ長調Op.144
- ソナタ形式による大幻想曲又は第9番 ロ短調Op.145
- 大練習ソナタOp.268
- 第11番 Op.730
- スカルラッティの様式によるソナタ op.788
- Op.posth（遺作、未出版の中の一曲、第13番）

#### 4手のためのソナタ・ソナチネ
- Op.10 Grand Sonate Brillante [1821刊] 華麗な大ソナタ
- Op.178 ヘ短調 Grande Sonate [1829刊] 大ソナタ
- Op.331 4手のための大ソナタ第三番変ロ長調
- Op.50-1 Sonatina Brillante 華麗なソナチネ
- Op.156-2 Sonatina ソナチネ

#### その他
- 歌曲「思い出」による変奏曲 Op.33
- トッカータ Op.92
- スケルツォ op.671
- 12の華麗及び性格的なグランド・ナショナル・ロンドー（ドイツ、イギリス、ボヘミア、スペイン、フランス、ハンガリー、イタリア、ポーランド、ロシア、スウェーデン、スイス、トルコでお気に入りの旋律群による）op.181-192
- 48の前奏曲とフーガ op.856

#### 四手のための作品
- 性格的で華麗な序曲 Op.54 Ouverture caracteristique et Brillante
- 華麗な大ロンド Op.254 Grand Rondeau Brillant

### 管弦楽曲
交響曲のうち作品番号がついているものは2曲のみだが、ほかにも数曲がある。ニコス・アティネオス指揮による1番・2番・5番（1845年作曲）、およびグジェゴシュ・ノヴァーク指揮による2番と6番（1854年初演）の録音がある。
- 大交響曲第1番 ハ短調 Op.780
- 大交響曲第2番 ニ長調 Op.781

### ピアノ協奏曲、協奏的作品
- 幻想曲と華麗なる変奏曲 Op.3
- 大協奏曲 Op.28
- ウェーバーの主題による序奏、変奏曲とロンド Op.60
- ハイドンの主題による変奏曲 Op.73
- ピアノ連弾と管弦楽のための協奏曲ハ長調 Op.153
- ピアノ協奏曲 イ短調 Op.214
- 華麗なる大ロンド Op.283
- 大ロンド Op.286
- 協奏曲風大変奏曲 Op.338
- グランド・ロンド・ポロネーズ Op.391

### 室内楽曲
- 協奏的二重奏曲 ト長調 Op.129（フルートとピアノのための）
- アンダンテとポラッカ（ホルンとピアノのための）

### 宗教曲
- 2作のテ・デウム
- 11作の荘厳ミサ曲
- 106作のオッフェルトリウムとグラドゥアーレ
- 複数曲のカンタータ
  - 全曲が未出版である。録音された形跡もない。ただし、チェルニー本人はOp.600で声楽曲の作曲法については大量の言及がある。
- オッフェルトリウムSalva Nos Domine Op.812 バス歌手とオルガンのための
- 六つのPange Lingua Op.799 混声合唱のための
- アヴェマリアとオッフェルトリウムOp.760 ソプラノとオーケストラのための
- 深き淵より Op.784 合唱と小オーケストラのための
  - Op.600で宗教曲の作曲について論じた後、これらは出版されており、チェルニーは晩年に宗教曲作家への転進を図った痕跡がある。

### 教育的著作
- 王立ピアノ学校 Op.500
- 若き娘への手紙
- 実用的作曲教本 Op.600
- フーガ演奏法 Op.400
- ベートーヴェン全ピアノ作品の正しい奏法

### 翻訳
- アントニン・レイハ「作曲法」（全4巻）

### 校訂
- バッハ・平均律クラヴィア曲集
- ショパン・エチュードOp.10&25